# Симеон Дайбабский
Симеон Дайбабский (серб. Симеон Дајбабски; в миру Саво Попович, серб. Саво Поповић; 19 декабря 1854 — 1 апреля 1941, Монастырь Дайбабе) — архимандрит Сербской православной церкви.
Канонизирован в 2010 году в лике преподобных.

## Биография
Саво Попович родился 19 декабря 1854 года в столице Черногории Цетинье в семье Васа и Станы Поповичей и был у них единственным ребёнком. Рано осиротел. Воспитывался дедом Миланом и его братом — священником Лазо Поповичем. Обучался в монастырской школе в Цетинье, где отличался в знании церковнославянского языка, пении и каллиграфии.
В молодости стал стипендиатом Русской православной церкви. Обучался в Киевской духовной семинарии и академии. Изучал в Сорбонне философию.
В 1887 году, вернувшись в Россию, принял монашество с именем Симеон. В 1888 году вернулся в Черногорию.
После беседы с крестьянином Петко Ивезичем отправился в монастырь Дайбабе. Там обрёл учеников и стал известен как подвижник.
Умер 1 апреля 1941 года.

## Канонизация и почитание
Был похоронен в своей церкви, в гробнице, вытесанной в стене по его желанию. Это место стало центром поклонения верующего народа. Народное поклонение особенно усилилось после 1996 года, когда честные мощи старца были извлечены из гробницы, а позднее переоблачены в новое и положены в кивот с высокохудожественной резьбой по дереву.
29 апреля 2010 года Архиерейский собор Сербской православной церкви единогласно постановил канонизировать Симеона Дайбабского в лике преподобных. Решением Собора его память была установлена на 19 марта по юлианскому календарю. Чин торжественного прославления был совершён 2 мая того же года за Божественной литургией в храме Святого Саввы на Врачаре.
6 июня 2012 года решением Священного синода Русской православной церкви его имя было включено в месяцеслов Русской церкви.
Мощи преподобного Симеона Дайбабского находятся в основанном им монастыре Дайбабе.